# Liste des distinctions de BoA
Cet article est la liste des récompenses et des nominations de BoA.
BoA, née Bo Ah Kwon le 5 novembre 1986, est une auteure-compositrice-interprète sud-coréenne.

## En Corée du Sud

### KBS Music Awards
| Année | Travail nommé | Titre            | Résultat |
| ----- | ------------- | ---------------- | -------- |
| 2003  |               | Best Music Video | Lauréat  |

### KMTV Music Award
| Année | Travail nommé | Titre                        | Résultat |
| ----- | ------------- | ---------------------------- | -------- |
| 2000  |               | Rookie Of The Year           | Lauréat  |
| 2002  |               | Artist Of The Year (Daesang) | Lauréat  |
| 2002  | Bonsang       | Lauréat                      |          |
| 2003  |               | Artist Of The Year (Daesang) | Lauréat  |
| 2003  | Bonsang       | Lauréat                      |          |

### MBCMusic Awards
| Année | Travail nommé | Titre   | Résultat |
| ----- | ------------- | ------- | -------- |
| 2003  |               | Bonsang | Lauréat  |

### Mnet Asian Music Awards
| Année | Travail nommé        | Titre                              | Résultat   |
| ----- | -------------------- | ---------------------------------- | ---------- |
| 2000  | "ID: Peace B"        | Best New Female Solo               | Lauréat    |
| 2002  | "No. 1",             | Best Dance Music                   | Lauréat    |
| 2002  | "No. 1",             | Most Popular Music Video (daesang) | Lauréat    |
| 2002  | "No. 1",             | Best Female Artist                 | Nomination |
| 2003  | "Atlantis Princess", | Best Dance Music                   | Lauréat    |
| 2003  | "Atlantis Princess", | Best Female Artist                 | Nomination |
| 2004  | "My Name",           | Music Video of the Year (daesang)  | Lauréat    |
| 2004  | "My Name",           | Best Female Video                  | Nomination |
| 2004  | "My Name",           | Best Dance Video                   | Nomination |
| 2005  | "Girls on Top"       | Best Female Artist                 | Lauréat    |
| 2010  | Hurricane Venus      | Album of the Year                  | Nomination |
| 2010  | "Hurricane Venus"    | Best Female Solo Artist            | Lauréat    |
| 2012  | "Only One"           | Best Female Artist,                | Nomination |
| 2012  | "Only One"           | Best Dance Performance-Solo,       | Nomination |
| 2012  | "Only One"           | Song of the Year,                  | Nomination |
| 2012  | "Only One"           | Artist of the Year,                | Nomination |
| 2015  | "Kiss My Lips"       | Best Female Artist                 | Nomination |

### MTV Asia Awards
| Année | Travail nommé | Titre                         | Résultat |
| ----- | ------------- | ----------------------------- | -------- |
| 2004  |               | Favorite Korean Artist        | Lauréat  |
| 2004  |               | Most Influential Asian Artist | Lauréat  |

### SBS Music Awards
| Année | Travail nommé | Titre   | Résultat |
| ----- | ------------- | ------- | -------- |
| 2002  |               | Bonsang | Lauréat  |
| 2002  |               | Daesang | Lauréat  |
| 2004  |               | Bonsang | Lauréat  |

### Seoul Music Awards
| #   | Année | Travail nommé | Titre           | Résultat |
| --- | ----- | ------------- | --------------- | -------- |
| 13e | 2002  | BoA           | Bonsang         | Lauréat  |
| 13e | 2002  | BoA           | Daesang         | Lauréat  |
| 25e | 2015  | Kiss My Lips  | Daesang (Album) | Lauréat  |

### KBS Drama Awards
| Année | Travail nommé    | Titre                                                | Résultat |
| ----- | ---------------- | ---------------------------------------------------- | -------- |
| 2013  | Waiting for Love | Excellence Award, Actress in a One-act Drama/Special | Lauréat  |

### Korea Drama Awards
| Année | Travail nommé    | Titre            | Résultat |
| ----- | ---------------- | ---------------- | -------- |
| 2013  | Waiting for Love | Best New Actress | Lauréat  |

## À l'international

### Best Hits Song Festival
| Année | Travail nommé | Titre             | Résultat |
| ----- | ------------- | ----------------- | -------- |
| 2002  |               | Gold Artist Award | Lauréat  |
| 2003  |               | Gold Artist Award | Lauréat  |

### Japan Gold Disc Awards
| #   | Année | Travail nommé        | Titre                                     | Résultat |
| --- | ----- | -------------------- | ----------------------------------------- | -------- |
| 17e | 2003  | "Listen To My Heart" | Top 20 Albums Of The Year                 | Lauréat  |
| 17e | 2003  | "Valenti"            | Top 20 Albums Of The Year                 | Lauréat  |
| 18e | 2004  |                      | Music Videos Of The Year (8 Films & more) | Lauréat  |
| 19e | 2005  | "Love & Honesty"     | Top 20 Albums Of The Year                 | Lauréat  |
| 20e | 2006  | "Best Of Soul"       | Top 20 Albums Of The Year                 | Lauréat  |

### Japan Record Awards
| #   | Année | Travail nommé | Titre      | Résultat |
| --- | ----- | ------------- | ---------- | -------- |
| 44e | 2002  |               | Gold Prize | Lauréat  |
| 45e | 2003  |               | Gold Prize | Lauréat  |
| 46e | 2004  |               | Gold Prize | Lauréat  |
| 48e | 2006  |               | Gold Prize | Lauréat  |
| 49e | 2007  |               | Gold Prize | Lauréat  |

## Autres récompenses
| Année | Titre |
| ----- | --- |
| 2001  | - 2001 MTV Taiwan Music Awards: New Sound prize |
| 2004  | - 2004 Golden Melody Awards: Best Album (Taiwan) - 2004 Top Chinese Music Awards: Best Asian Star |
| 2005  | - 2005 World Music Awards: Best Selling Artist (Korea) |
| 2007  | - 18th Jewellery Best Dresser Awards: Best Dresser (Female Category) - 14th Korea Entertainment Arts Award: Popular Overseas Award - South Korea's Ministry of Culture and Tourism: Annual Hallyu Award - South Korea's Ministry of Culture and Tourism: Young Contemporary Artist Award |
| 2009  | - 2009 Billboard Japan Awards: Publisher's award |
| 2010  | - 25th Golden Disk Awards: Disk Bonsang - J-Station Music Awards 2010: Best Original Song written for a Video Game - “Mamoritai ~White Wishes~” (for Tales of Graces) |

## Programmes de classement musicaux

### M! Countdown
| Année | Date       | Chanson        |
| ----- | ---------- | -------------- |
| 2004  | 29 juillet | "My Name"      |
| 2005  | 28 juillet | "Girls on Top" |

### Music Bank
| Année | Date    | Chanson           |
| ----- | ------- | ----------------- |
| 2010  | 13 août | "Hurricane Venus" |
| 2010  | 20 août | "Hurricane Venus" |
| 2010  | 27 août | "Hurricane Venus" |

### Inkigayo
| Année | Date         | Chanson             |
| ----- | ------------ | ------------------- |
| 2002  | 12 mai       | "No. 1"             |
| 2002  | 19 mai       | "No. 1"             |
| 2002  | 26 mai       | "No. 1"             |
| 2002  | 10 novembre  | "VALENTI"           |
| 2003  | 22 juin      | "Atlantis Princess" |
| 2003  | 6 juillet    | "Atlantis Princess" |
| 2003  | 13 juillet   | "Atlantis Princess" |
| 2004  | 4 juillet    | "My Name"           |
| 2004  | 11 juillet   | "My Name"           |
| 2004  | 18 juillet   | "My Name"           |
| 2004  | 12 septembre | "Spark"             |
| 2004  | 19 septembre | "Spark"             |
| 2005  | 17 juillet   | "Girls On Top"      |
| 2005  | 24 juillet   | "Girls On Top"      |
| 2005  | 31 juillet   | "Girls On Top"      |
| 2010  | 22 août      | "Hurricane Venus"   |
| 2010  | 29 août      | "Hurricane Venus"   |

### Show Champion
| Année | Date    | Chanson    |
| ----- | ------- | ---------- |
| 2012  | 14 août | "Only One" |